# 张蕾 (化学专家)
张蕾（1963年2月—），辽宁大学化学学院教授，从事环境水体污染物的检测及去除等方面的研究。享受中国国务院授予的政府特殊津贴，中国化学会会员，曾主持中国国家自然科学基金等重点项目十几项、中国国家发明专利12件。

## 生平
1989年至2001年，任沈阳航空航天大学副教授；
2001年至2006年，先后在中科院学习，获得博士学位、进行博士后研究；
2001年至今，任辽宁大学化学学院教授。